# Унсельгорт
Унсельго́рт (рос. Унсельгорт) — село у складі Шуришкарського району Ямало-Ненецького автономного округу Тюменської області, Росія. Входить до складу Шуришкарського сільського поселення.
Населення — 56 осіб (2010, 65 у 2002).
Національний склад станом на 2002 рік: ханти — 100 %.
Стара назва — Унсильгорт.